# Dunkin' Donuts

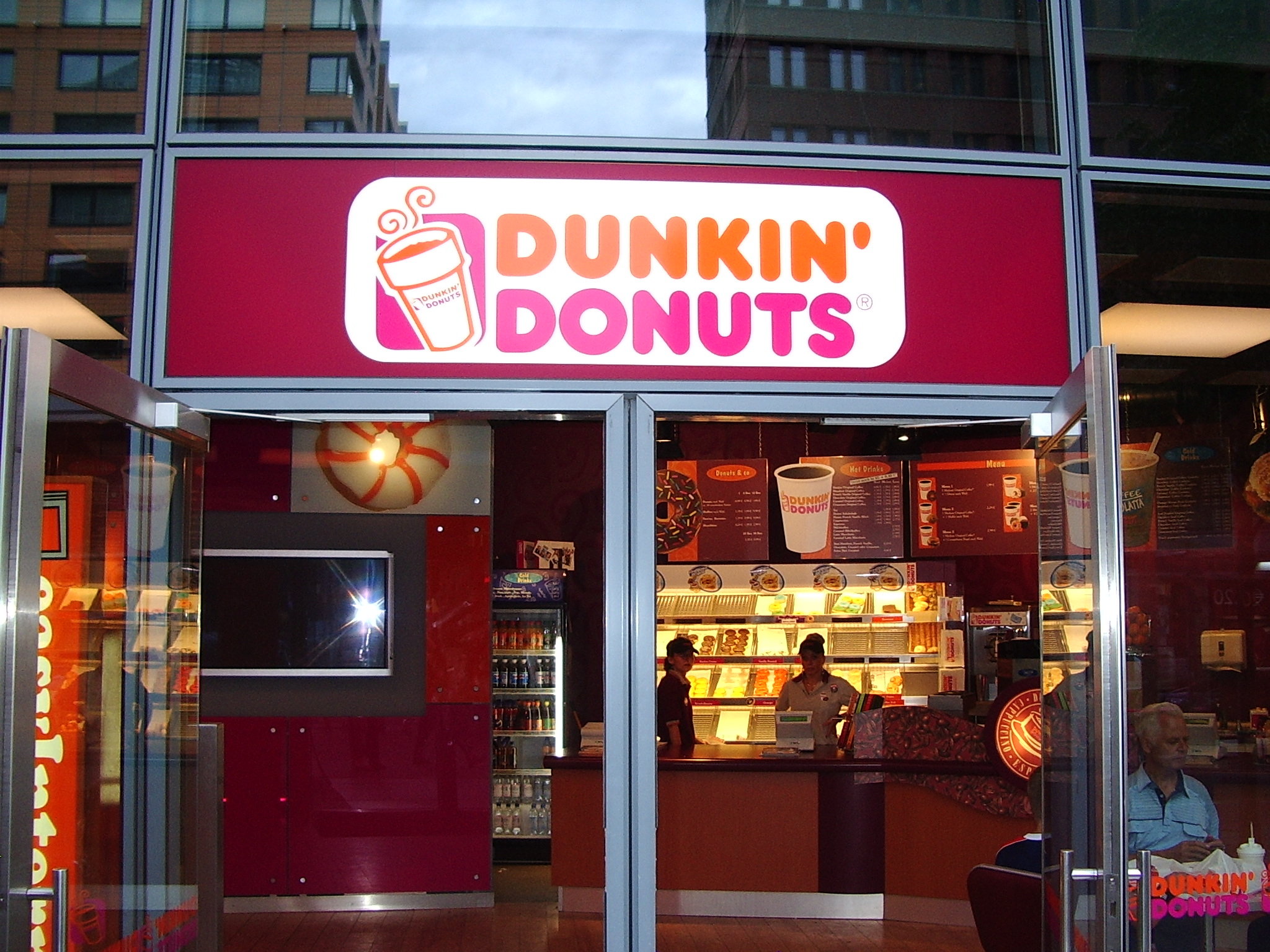

Dunkin' Donuts (укр. Данкін Донатс) — міжнародна мережа кондитерських закусочних, одна з мереж компанії Dunkin' Brands. Представлена більш ніж 10 тис. точок у 32 країнах, приблизно 6700 точок знаходиться на території США і більш ніж 3 тис. в інших країнах світу.

## Історія створення Dunkin' Donuts
Історія знаменитих кав'ярень з фірмовими пончиками «Dunkin Donuts» почалася в 1950 році, коли Білл Розенберг відкрив своє перше кафе в Квінсі, штат Массачусетс. У 1955 році ліцензію отримав перший франчайз компанії. Сьогодні кав'ярні мережі працюють в 33 країнах світу, обслуговуючи щоденно більше 2,7 мільйонів відвідувачів.
Мережа орієнтована на молодих активних містян, які дорожать кожною хвилиною свого часу. У США «Dunkin' Donuts» робить ставку на низькі ціни.